# المه جوق سفلی
المه جوق سفلی ، روستایی است از توابع بخش مرکزی شهرستان تربت جام در استان خراسان رضوی.
این روستا در دهستان جلگه موسی‌آباد قرار دارد و بر اساس سرشماری سال ۱۳۸۵ جمعیت آن (۳۰۴خانوار)۱۰۲۰نفر
بوده‌است.